# Spitzwiesen
Spitzwiesen ist ein Ort im Gurktal in Kärnten. Durch den Ort verläuft die Grenze zwischen den Gemeinden Albeck des Bezirks Feldkirchen und Deutsch-Griffen des Bezirks St. Veit an der Glan, wodurch der Ort in zwei Ortschaften zerfällt: Die Ortschaft Spitzwiesen in der Gemeinde Albeck hat 19 Einwohner, die Ortschaft Spitzwiesen in der Gemeinde Deutsch-Griffen hat 86 Einwohner (Stand 1. Jänner 2025).

## Lage
Spitzwiesen liegt im Gurktal in Mittelkärnten, links der Gurk, zwischen den Mündungen von Sirnitz und Griffenbach.
Zu Spitzwiesen in der Gemeinde Albeck gehören alle Häuser, die ab der Abzweigung zur Ortschaft Sirnitz links der Gurk über etwa 2 Kilometer Länge verstreut auf dem Gebiet der Katastralgemeinde Albeck liegen. Dazu zählen Rainkeusche (Ranerkeusche, Raderkeusche; Nr. 5), Neukeusche (Nr. 10), Hochwaldkeusche (Nr. 11), Wagnerkeusche (Nr. 12) und mehrere Einfamilienhäuser. Zu Spitzwiesen in der Gemeinde Deutsch-Griffen gehören der Haidnerhof (Nr. 1) und Haus Nr. 4 (ehemals Fischer).

## Geschichte

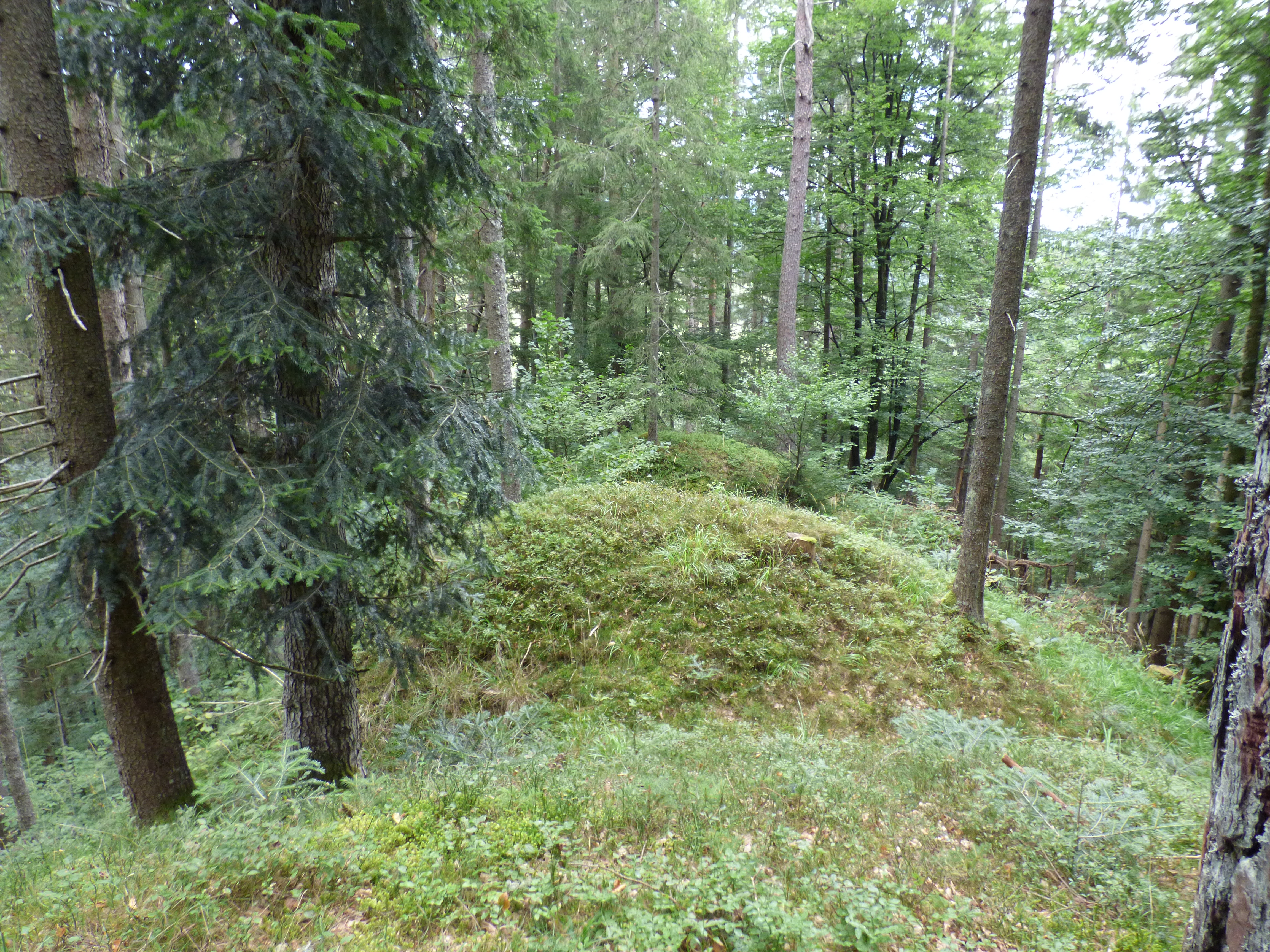
Wallanlage Spitzwiesen

Im Spitz beim Zusammenfluss von Griffenbach und Gurk befindet sich eine markante Wallanlage unbekannter Zeitstellung.

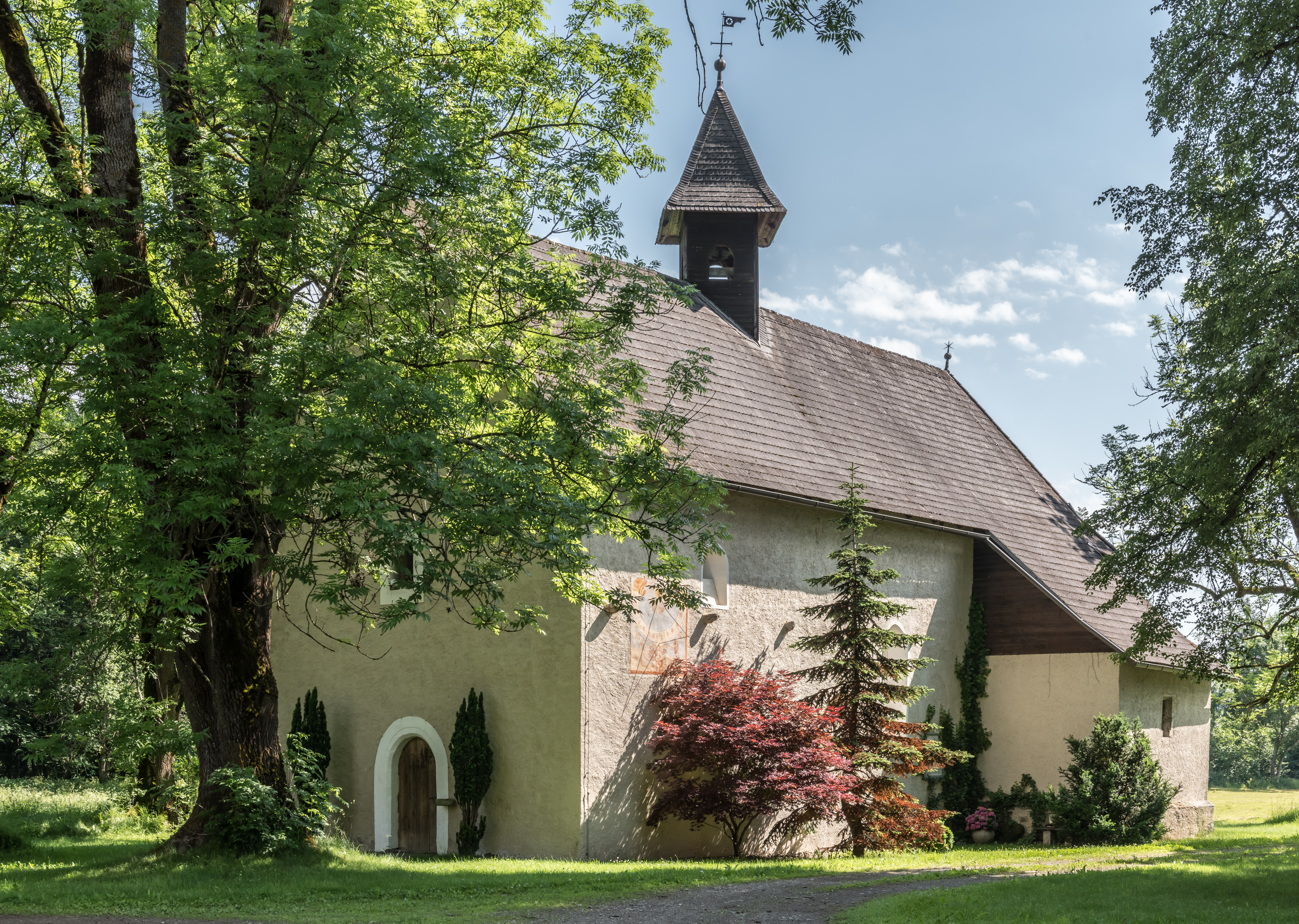
Filialkirche hl. Johannes der Täufer

1169 wird Spitzinghe urkundlich genannt. 1245 wird ein Hospiz genannt; nach damaligem Sprachgebrauch eher ein Beherbungsbetrieb als ein Krankenhaus. Aus etwa derselben Zeit wird die Johannes-der-Täufer-Kirche stammen, die später gotisch verlängert und gestaltet wurde. Die 1941 profanierte Kirche wurde 1996 wieder geweiht.

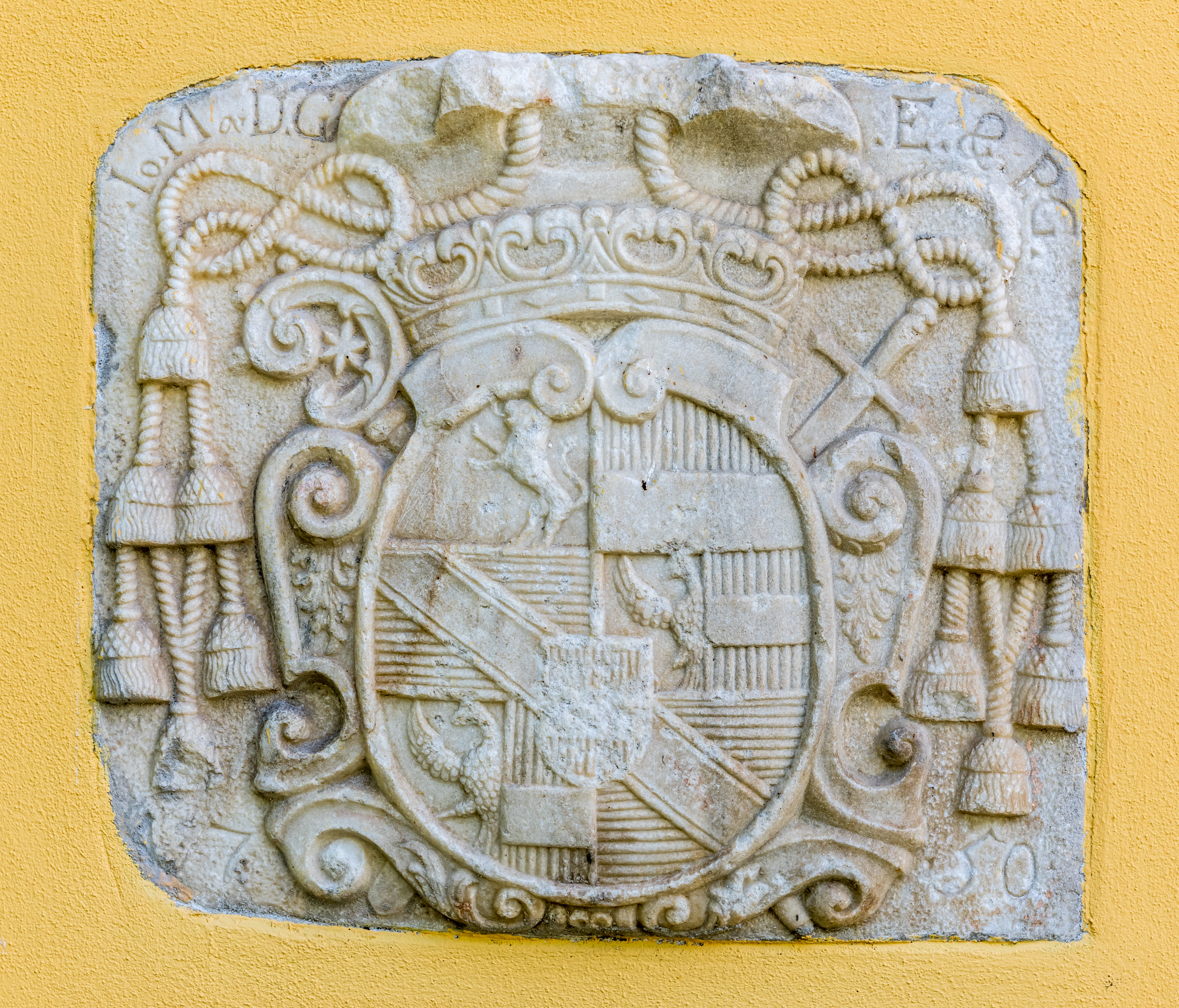
Bischöflicher Wappenstein am Haidnerhof

Der ab dem 16. Jahrhundert genannte Haidnerhof musste keine Abgaben an das Bistum Gurk zahlen, war aber zur Armenfürsorge verpflichtet. Am Hof ist ein bischöflicher Wappenstein aus der Mitte des 18. Jahrhunderts erhalten.
Bei Gründung der Ortsgemeinden Mitte des 19. Jahrhunderts kamen die in der Katastralgemeinde Albeck befindlichen Gebäude an die Gemeinde Albeck, die in der Katastralgemeinde Deutsch Griffen befindlichen Gebäude an die Gemeinde Deutsch-Griffen. Zunächst gehörten beide Gemeinden noch zum Bezirk St. Veit, 1854 kam Albeck an den Bezirk Klagenfurt-Land, von dem später der Bezirk Feldkirchen abgetrennt wurde. Bei der Kärntner Gemeindestrukturreform von 1973 kam der Deutsch-Griffener Teil des Orts an die damals neu errichtete Gemeinde Weitensfeld-Flattnitz, seit deren Auflösung 1991 gehört dieser Teil des Orts Spitzwiesen wieder zur Gemeinde Deutsch-Griffen.

## Bevölkerungsentwicklung

### Bevölkerungsentwicklung des gesamten Orts
- 1869: 9 Häuser, 66 Einwohner
- 1880: 10 Häuser, 69 Einwohner
- 1890: 10 Häuser, 67 Einwohner
- 1900: 8 Häuser, 81 Einwohner
- 1910: 11 Häuser, 92 Einwohner
- 1961: 15 Häuser, 84 Einwohner
- 2001: 17 Häuser, 111 Einwohner
- 2011: 17 Häuser, 106 Einwohner
- 2021: 17 Häuser, 109 Einwohner

### Ortschaft Spitzwiesen (Gemeinde Albeck)
- 1869: 7 Häuser, 40 Einwohner[4]
- 1880: 7 Häuser, 46 Einwohner[5]
- 1890: 8 Häuser, 26 Einwohner[6]
- 1900: 6 Häuser, 44 Einwohner[7]
- 1910: 7 Häuser, 38 Einwohner[8]
- 1961: 13 Häuser, 58 Einwohner[9]
- 2001: 15 Gebäude (davon 13 mit Hauptwohnsitz) mit 19 Wohnungen und 15 Haushalten; 33 Einwohner und 0 Nebenwohnsitzfälle; 0 Arbeitsstätten, 3 land- und forstwirtschaftliche Betriebe[10]
- 2011: 15 Gebäude, 23 Einwohner, 12 Haushalte, 1 Arbeitsstätte[11]
- 2021: 15 Gebäude, 23 Einwohner, 12 Haushalte, 1 Arbeitsstätte[12]

### Ortschaft Spitzwiesen (Gemeinde Deutsch-Griffen)
- 1869: 2 Häuser, 26 Einwohner[13]
- 1880: 3 Häuser, 23 Einwohner[14]
- 1890: 2 Häuser, 41 Einwohner[15]
- 1900: 2 Häuser, 37 Einwohner[16]
- 1910: 4 Häuser, 34 Einwohner[17]
- 1923: 2 Häuser, 35 Einwohner[18]
- 1934: 39 Einwohner[19]
- 1961: 2 Häuser, 26 Einwohner[20]
- 2001: 2 Gebäude (davon 2 mit Hauptwohnsitz) mit 2 Wohnungen und 3 Haushalten; 78 Einwohner und 0 Nebenwohnsitzfälle; 2 Arbeitsstätten, 2 land- und forstwirtschaftliche Betriebe[21]
- 2011: 2 Gebäude, 83 Einwohner, 1 Haushalt, 2 Arbeitsstätten[22]
- 2021: 2 Gebäude, 86 Einwohner, 2 Haushalte, 1 Arbeitsstätte[23]